# РЗЗ (остановочный пункт)
РЗЗ — остановочный пункт Алтайского региона Западно-Сибирской железной дороги, расположенный в городе Рубцовске Алтайского края.
Станция необходима лишь для пригородных поездов (электричек) и роль ее велика: помогает перевозить людей с города и пригорода.
Станция имеет выход на ул. Тракторная
Примерно в 2015 году была произведена реконструкция станции.
Станция имеет только 1 платформу и два пути.